# Paissy
Paissy és un municipi francès situat al departament de l'Aisne i a la regió dels Alts de França. L'any 2007 tenia 70 habitants.

## Demografia

### Població
El 2007 la població de fet de Paissy era de 70 persones. Hi havia 36 famílies de les quals 16 eren unipersonals (4 homes vivint sols i 12 dones vivint soles), 8 parelles sense fills i 12 parelles amb fills.
La població ha evolucionat segons el següent gràfic:
Habitants censats

### Habitatges
El 2007 hi havia 53 habitatges, 32 eren l'habitatge principal de la família, 14 eren segones residències i 7 estaven desocupats. Tots els 53 habitatges eren cases. Dels 32 habitatges principals, 24 estaven ocupats pels seus propietaris, 5 estaven llogats i ocupats pels llogaters i 3 estaven cedits a títol gratuït; 1 tenia una cambra, 5 en tenien dues, 5 en tenien tres, 7 en tenien quatre i 14 en tenien cinc o més. 25 habitatges disposaven pel capbaix d'una plaça de pàrquing. A 13 habitatges hi havia un automòbil i a 17 n'hi havia dos o més.

### Piràmide de població
La piràmide de població per edats i sexe el 2009 era:
| Homes | Edats   | Dones |
| ----- | ------- | ----- |
| 0     | 95 o +  | 0     |
| 0     | 90 a 94 | 4     |
| 0     | 85 a 89 | 0     |
| 0     | 80 a 84 | 0     |
| 0     | 75 a 79 | 0     |
| 4     | 70 a 74 | 4     |
| 4     | 65 a 69 | 0     |
| 4     | 60 a 64 | 0     |
| 4     | 55 a 59 | 8     |
| 0     | 50 a 54 | 0     |
| 4     | 45 a 49 | 4     |
| 0     | 40 a 44 | 0     |
| 4     | 35 a 39 | 8     |
| 0     | 30 a 34 | 0     |
| 0     | 25 a 29 | 0     |
| 0     | 20 a 24 | 0     |
| 4     | 15 a 19 | 0     |
| 8     | 10 a 14 | 0     |
| 0     | 5 a 9   | 0     |
| 0     | 0 a 4   | 0     |

## Economia
El 2007 la població en edat de treballar era de 42 persones, 36 eren actives i 6 eren inactives. De les 36 persones actives 33 estaven ocupades (20 homes i 13 dones) i 3 estaven aturades (2 homes i 1 dona). De les 6 persones inactives 1 estava jubilada i 5 estaven estudiant.
Activitats econòmiques
Dels 2 establiments que hi havia el 2007, 1 era d'una empresa extractiva i 1 d'una empresa de serveis.
L'any 2000 a Paissy hi havia 3 explotacions agrícoles que ocupaven un total de 672 hectàrees.

## Poblacions més properes
El següent diagrama mostra les poblacions més properes.